# Paraskevas Antzas
Paraskevas Antzas (Grieks: Παρασκευάς Άντζας) (Athene, 18 augustus 1976) is een voormalig Griekse profvoetballer die als laatste club voor de Griekse eersteklasser Olympiakos Piraeus uitkwam. Met Olympiakos werd de verdediger vijfmaal op rij landskampioen (1998-2002) en won hij in 1999 de Beker van Griekenland.
Op 15 juni 2008 kondigde Antzas aan te gaan stoppen met interlandvoetbal. Op 3 mei 2009 speelde hij zijn laatste profwedstrijd.
Antzas speelde tussen 1999-2008 26 wedstrijden voor de Griekse nationale ploeg.

## Carrière
- 1995-1998: Skoda Xanthi
- 1998-2003: Olympiakos Piraeus
- 2003-2004: Doxa Drama FC
- 2004-2007: Skoda Xanthi
- 2007-2009: Olympiakos Piraeus